# Альвенслебен
Альвенслебен (нем. Alvensleben) — старинный прусский дворянский род, давший Германии целый ряд известных германских деятелей.
Первое документальное известие об Альвенслебенах относится к 1163 году, генеалогическое древо исследовано с 1190 года.
В австро-прусской войне 1866 года участвовало 5 генералов Альвенслебенов, во франко-прусской в 1870—1871 годах — 29 генералов и офицеров, из которых 6 человек пало на полях сражений.
Наиболее известными из Альвенслебенов являются:
- Альвенслебен, Альбрехт фон (1794—1858) — министр финансов Пруссии
- Альвенслебен, Алкмар фон (1874—1946) — немецкий художник
- Альвенслебен, Буссо фон (1393—1432) — магистр ордена иоаннитов
- Альвенслебен, Вернер фон (1875—1947) — немецкий предприниматель и политик
- Альвенслебен, Вихард фон (1902—1982) — офицер вермахта, спасший от расправы большую группу заключённых концлагерей
- Альвенслебен, Гебхарт фон (1618—1681) — немецкий историк
- Альвенслебен, Гебхарт Карл Людольф фон (1798—1867) — прусский генерал
- Альвенслебен, Густав фон (1803—1881) — прусский генерал
- Альвенслебен, Густав Герман фон (1827—1905) — прусский генерал
- Альвенслебен, Герман фон (1809—1887) — прусский генерал
- Альвенслебен, Иоганн Эрнст фон (1758—1827) — брауншвейгский министр
- Альвенслебен, Иоганн Фридрих Карл фон (1778—1831) — прусский генерал, участник Наполеоновских войн
- Альвенслебен, Константин фон (1809—1892) — прусский военачальник, генерал от инфантерии
- Альвенслебен, Людольф-Герман фон (1901—1970) — деятель НСДАП, группенфюрер СС и генерал-лейтенант войск СС
- Альвенслебен, Людольф Удо фон (1852—1923) — прусский политик
- Альвенслебен, Людвиг фон (1800—1868) — немецкий писатель
- Альвенслебен, Оскар фон (1831—1903) — немецкий художник-пейзажист
- Альвенслебен, Рудольф Антон фон (1688—1737) — ганноверский министр
- Альвенслебен, Фридрих фон — магистр ордена тамплиеров в Германии и Славонии
- Альвенслебен, Фридрих Иоганн фон (1836–1913) – прусский дипломат.